# Décès en mars 2014
Décès
- 2010
- 2011
- 2012
- 2013
- 2014
- 2015
- 2016
- 2017
- 2018

Pour une information complémentaire, voir la page d'aide.

| Date     | Nom                              | Activités                                                                                                  | Âge | Source |
| -------- | -------------------------------- | --- | --- | ------ |
| 1er mars | Nancy Charest                    | Femme politique canadienne, députée de Matane (2003-2007).                                                 | 54  |        |
| 1er mars | Prafulla Dahanukar               | Peintre indienne.                                                                                          | 80  | (en)   |
| 1er mars | Andy Gilpin                      | Joueur de hockey sur glace canadien, champion aux Jeux olympiques d'hiver de 1948.                         | 93  | (en)   |
| 1er mars | Bangaru Laxman                   | Homme politique indien, président du Parti du peuple indien (2000-2001).                                   | 74  | (en)   |
| 1er mars | Alain Resnais                    | Réalisateur et scénariste français.                                                                        | 91  |        |
| 1er mars | Paul Tant                        | Homme politique belge, membre du Christen-Democratisch en Vlaams.                                          | 68  | (nl)   |
| 2 mars   | Gail Gilmore                     | Actrice canadienne.                                                                                        | 76  | (en)   |
| 2 mars   | Molly Lamb Bobak                 | Artiste canadienne.                                                                                        | 95  | (en)   |
| 2 mars   | Stanley Rubin                    | Scénariste et producteur de télévision américain.                                                          | 96  | (en)   |
| 2 mars   | Yvonne Tetreault                 | Banquière Canadienne                                                                                       | 52  |        |
| 3 mars   | Robert Ashley                    | Compositeur américain de musique contemporaine.                                                            | 83  | (en)   |
| 3 mars   | Christine Buchegger              | Actrice autrichienne.                                                                                      | 71  | (de)   |
| 3 mars   | Pierre Laroche                   | Acteur belge.                                                                                              | 82  |        |
| 3 mars   | Curtis McClarin                  | Acteur américain.                                                                                          | 44  | (en)   |
| 3 mars   | Juan Arturo Rivero               | Zoologiste et herpétologiste portoricain.                                                                  | 90  | (es)   |
| 3 mars   | Aino-Maija Tikkanen              | Actrice finlandaise.                                                                                       | 86  | (fi)   |
| 4 mars   | Renato Cioni                     | Ténor italien.                                                                                             | 84  | (it)   |
| 4 mars   | László Fekete                    | Footballeur hongrois.                                                                                      | 59  | (hu)   |
| 4 mars   | William Pogue                    | Astronaute américain.                                                                                      | 84  | (en)   |
| 4 mars   | Wu Tianming                      | Réalisateur et producteur de cinéma chinois.                                                               | 74  |        |
| 5 mars   | Vladimir Loukov                  | Philologue et universitaire russe.                                                                         | 65  | (ru)   |
| 5 mars   | Leopoldo María Panero            | Poète espagnol.                                                                                            | 65  | (es)   |
| 6 mars   | Jean-Louis Bertuccelli           | Réalisateur français.                                                                                      | 71  |        |
| 6 mars   | René Borg                        | Réalisateur français, co-créateur des Shadoks.                                                             | 80  |        |
| 6 mars   | Christian Casadesus              | Acteur français centenaire.                                                                                | 101 |        |
| 6 mars   | Jean-Pierre Dintilhac            | Magistrat français.                                                                                        | 70  |        |
| 6 mars   | Maurice Faure                    | Résistant, homme politique et ministre d'État français.                                                    | 92  |        |
| 6 mars   | Barbro Kollberg                  | Actrice suédoise.                                                                                          | 96  | (sv)   |
| 6 mars   | Solange de La Baume              | Femme de lettres française.                                                                                | 103 |        |
| 6 mars   | Sheila MacRae                    | Actrice américaine, d'origine britannique.                                                                 | 92  | (en)   |
| 6 mars   | Manlio Sgalambro                 | Philosophe et écrivain italien.                                                                            | 89  | (it)   |
| 6 mars   | Marion Stein                     | Pianiste britannique, d'origine autrichienne.                                                              | 87  | (en)   |
| 7 mars   | Hal Douglas                      | Acteur américain.                                                                                          | 89  | (en)   |
| 7 mars   | Thomas Hinde (en)                | Romancier britannique.                                                                                     | 88  | (en)   |
| 7 mars   | Anatoli Kouznetsov               | Acteur soviétique, russe.                                                                                  | 83  | (ru)   |
| 8 mars   | Svend Bergstein                  | Homme politique danois.                                                                                    | 72  | (da)   |
| 8 mars   | William Guarnere                 | Personnalité de la Seconde Guerre mondiale américain.                                                      | 90  | (en)   |
| 8 mars   | Wendy Hughes                     | Actrice australienne.                                                                                      | 61  | (en)   |
| 8 mars   | Ievgeni Krasilnikov              | Volleyeur soviétique, médaillé d'argent aux Jeux olympiques d'été de 1988.                                 | 48  | (ru)   |
| 8 mars   | Larry Scott                      | Culturiste américain.                                                                                      | 75  | (en)   |
| 8 mars   | David Smith                      | Adepte américain de nautisme, champion aux Jeux olympiques d'été de 1960.                                  | 88  | (en)   |
| 9 mars   | Françoise Adnet                  | Peintre française.                                                                                         | 89  |        |
| 9 mars   | Greg Brough                      | Nageur australien, médaillé de bronze aux Jeux olympiques d'été de 1968.                                   | 62  | (en)   |
| 9 mars   | Mohammed Fahim Khan              | Homme politique afghan, premier vice-président de l'Administration intérimaire.                            | 56  |        |
| 9 mars   | William Clay Ford, Sr            | Homme d'affaires américain, petit-fils du fondateur de la Ford Motor Company, Henry Ford.                  | 88  |        |
| 9 mars   | Nazario Moreno González          | Baron de la drogue mexicain.                                                                               | 44  | (es)   |
| 9 mars   | Nicole-Claude Mathieu            | Anthropologue française.                                                                                   | 80  |        |
| 9 mars   | Hussein Mehmedov                 | Lutteur bulgare, médaillé d'argent aux Jeux olympiques d'été de 1956.                                      | 90  | (en)   |
| 9 mars   | Gerard Mortier                   | Gestionnaire belge, directeur d'Opéra.                                                                     | 70  |        |
| 9 mars   | Catherine Sellers                | Actrice française.                                                                                         | 87  |        |
| 10 mars  | Eileen Colgan                    | Actrice irlandaise.                                                                                        | 80  | (en)   |
| 10 mars  | Michel Francini                  | Acteur, clown et fantaisiste français.                                                                     | 92  |        |
| 10 mars  | Georges Lamia                    | Footballeur français.                                                                                      | 80  |        |
| 10 mars  | Cynthia Lynn                     | Actrice américaine d'origine lettone.                                                                      | 77  | (en)   |
| 10 mars  | Rob Williams                     | Basketteur américain.                                                                                      | 52  | (en)   |
| 11 mars  | Joel Brinkley                    | Journaliste américain.                                                                                     | 61  | (en)   |
| 11 mars  | Marilyn Butler                   | Critique littéraire britannique.                                                                           | 77  | (en)   |
| 11 mars  | Bob Crow                         | Chef de syndicat anglais, activiste socialiste.                                                            | 52  |        |
| 11 mars  | Marga Spiegel (en)               | Écrivaine allemande.                                                                                       | 101 | (de)   |
| 12 mars  | Věra Chytilová                   | Réalisatrice tchèque.                                                                                      | 85  |        |
| 12 mars  | Richard Coogan                   | Acteur américain.                                                                                          | 99  | (en)   |
| 12 mars  | Med Flory                        | Saxophoniste et acteur américain.                                                                          | 87  | (en)   |
| 12 mars  | Isidro Flotats                   | Footballeur espagnol.                                                                                      | 87  | (es)   |
| 12 mars  | Bill Knott                       | Poète et écrivain américain.                                                                               | 73  | (en)   |
| 12 mars  | René Llense                      | Footballeur français centenaire.                                                                           | 100 |        |
| 12 mars  | José da Cruz Policarpo           | Cardinal portugais, patriarche émérite de Lisbonne.                                                        | 78  | (pt)   |
| 12 mars  | Jean Vallée                      | Chanteur belge.                                                                                            | 72  |        |
| 13 mars  | Chérifa                          | Chanteuse algérienne de musique kabyle.                                                                    | 88  |        |
| 13 mars  | Angelo Martino Colombo           | Footballeur italien.                                                                                       | 78  | (it)   |
| 13 mars  | Paulo Goulart                    | Acteur brésilien.                                                                                          | 81  | (br)   |
| 13 mars  | Al Harewood                      | Batteur de jazz américain.                                                                                 | 90  | (en)   |
| 13 mars  | Ahmad Tejan Kabbah               | Homme politique sierra léonais, président de la République (1996-1997, 1998-2007).                         | 82  |        |
| 13 mars  | Petar Miloševski                 | Footballeur macédonien.                                                                                    | 40  | (tr)   |
| 14 mars  | Tony Benn                        | Homme politique britannique.                                                                               | 88  |        |
| 14 mars  | Otakar Brousek                   | Acteur tchèque.                                                                                            | 89  | (cs)   |
| 14 mars  | Gary Burger                      | Musicien américain.                                                                                        | 71  | (en)   |
| 14 mars  | Cao Shunli                       | Dissidente chinoise et militante des droits de l'homme.                                                    | 52  | (en)   |
| 14 mars  | Espanita Cortez                  | Actrice française.                                                                                         | 92  |        |
| 14 mars  | Yves Delacour                    | Rameur français, médaillé de bronze aux Jeux olympiques d'été de 1956.                                     | 83  |        |
| 14 mars  | Hans Fogh                        | Marin dano-canadien, médaillé d'argent aux Jeux olympiques d'été de 1960 et de bronze à ceux de 1984.      | 76  | (en)   |
| 14 mars  | Gérard Lartigau                  | Acteur français.                                                                                           | 72  |        |
| 14 mars  | Roger K. Leir                    | Chirurgien américain.                                                                                      | 80  | (en)   |
| 14 mars  | Bob Thomas                       | Journaliste américain.                                                                                     | 92  | (en)   |
| 14 mars  | Manuel Torres                    | Footballeur espagnol                                                                                       | 83  | (es)   |
| 14 mars  | Ken Utsui                        | Acteur japonais.                                                                                           | 82  | (en)   |
| 15 mars  | Scott Asheton                    | Musicien américain, batteur du groupe The Stooges.                                                         | 64  |        |
| 15 mars  | David Brenner                    | Acteur américain.                                                                                          | 78  | (en)   |
| 15 mars  | Charlotte Brooks                 | Photographe américaine.                                                                                    | 95  | (en)   |
| 15 mars  | Paddy Cronin                     | Violoniste irlandais.                                                                                      | 88  | (en)   |
| 15 mars  | Sam Lacey                        | Basketteur américain.                                                                                      | 66  | (en)   |
| 15 mars  | Bi Skaarup                       | Archéologue danoise.                                                                                       | 61  | (da)   |
| 16 mars  | Marc Blondel                     | Syndicaliste français.                                                                                     | 75  |        |
| 16 mars  | Mareike Carrière                 | Actrice allemande.                                                                                         | 59  | (de)   |
| 16 mars  | Donald Crothers                  | Chimiste américain.                                                                                        | 77  | (en)   |
| 16 mars  | Lapiro de Mbanga                 | Chanteur camerounais.                                                                                      | 57  |        |
| 16 mars  | Joseph Fan Zhongliang            | Évêque clandestin chinois.                                                                                 | 95  |        |
| 16 mars  | Mitch Leigh                      | Compositeur américain.                                                                                     | 86  | (en)   |
| 16 mars  | Steve Moore                      | Scénariste de comics britannique.                                                                          | 64  | (en)   |
| 16 mars  | Frank Oliver                     | Rugbyman néo-zélandais.                                                                                    | 65  |        |
| 16 mars  | Chuck Scherza (en)               | Joueur de hockey sur glace canadien.                                                                       | 91  | (en)   |
| 16 mars  | Cesare Segre                     | Philologue italien.                                                                                        | 86  |        |
| 17 mars  | Mohamed Salah Jedidi             | Footballeur tunisien.                                                                                      | 76  |        |
| 17 mars  | Jacques Loiseleux                | Directeur de la photographie français.                                                                     | 81  |        |
| 17 mars  | Rachel Lambert Mellon            | Horticultrice américaine centenaire.                                                                       | 103 | (en)   |
| 17 mars  | Oswald Morris                    | Directeur de la photographie britannique.                                                                  | 98  | (en)   |
| 17 mars  | Antoni Opolski                   | Physicien et astronome polonais centenaire.                                                                | 100 | (pl)   |
| 17 mars  | Yerlan Pernebekov                | Coureur cycliste kazakh.                                                                                   | 18  |        |
| 17 mars  | L'Wren Scott                     | Styliste américaine.                                                                                       | 49  |        |
| 18 mars  | Karl Baumgartner                 | Producteur de cinéma italo-allemand.                                                                       | 65  |        |
| 18 mars  | Ara Chiraz                       | Sculpteur arménien.                                                                                        | 72  | (en)   |
| 18 mars  | Joe Lala                         | Acteur et musicien américain.                                                                              | 66  | (en)   |
| 18 mars  | Tivadar Monostori                | Footballeur hongrois.                                                                                      | 77  | (hu) . |
| 18 mars  | Dokou Oumarov                    | Islamiste tchétchène.                                                                                      | 49  |        |
| 18 mars  | Michel Prieur                    | Numismate français.                                                                                        | 58  |        |
| 18 mars  | Lucius Shepard                   | Écrivain américain de science-fiction.                                                                     | 66  | (en)   |
| 18 mars  | Toni Zenz                        | Sculpteur allemand.                                                                                        | 98  | (nl)   |
| 19 mars  | Ken Forsse                       | Inventeur et producteur de télévision américain.                                                           | 77  | (en)   |
| 19 mars  | Ernest Mühlen                    | Homme politique luxembourgeois.                                                                            | 87  |        |
| 19 mars  | Fred Phelps                      | Pasteur protestant américain, militant homophobe.                                                          | 84  | (en)   |
| 19 mars  | Enrique Ribelles                 | Footballeur espagnol                                                                                       | 80  | (es)   |
| 20 mars  | Iñaki Azkuna                     | Homme politique espagnol, maire de Bilbao.                                                                 | 71  |        |
| 20 mars  | Hideraldo Luis Bellini           | Footballeur brésilien, double champion du monde (1958, 1962).                                              | 83  |        |
| 20 mars  | Mohamed M'jid                    | Président de la Fédération royale marocaine de tennis pendant 45 ans.                                      | 97  |        |
| 20 mars  | Khushwant Singh                  | Écrivain indien.                                                                                           | 99  |        |
| 20 mars  | Marc-Adélard Tremblay            | Anthropologue canadien.                                                                                    | 91  |        |
| 21 mars  | Josep Maria Andreu               | Poète espagnol de langue catalane.                                                                         | 93  | (es)   |
| 21 mars  | François Caviglioli              | Journaliste et écrivain français.                                                                          | 77  |        |
| 21 mars  | André Lavagne                    | Compositeur français centenaire.                                                                           | 100 |        |
| 21 mars  | James Rebhorn                    | Acteur américain.                                                                                          | 65  |        |
| 21 mars  | Ignace Zakka Ier Iwas d'Antioche | Patriarche syriaque orthodoxe d'Antioche.                                                                  | 81  | (en)   |
| 22 mars  | Fernand De Clerck                | Président du club de football belge, le FC Bruges.                                                         | 82  |        |
| 22 mars  | Jean-Luc Einaudi                 | Historien et militant politique français.                                                                  | 62  |        |
| 22 mars  | Miché                            | Footballeur espagnol                                                                                       | 78  | (es)   |
| 22 mars  | Tony Porcel                      | Boxeur français.                                                                                           | 76  |        |
| 22 mars  | Patrice Wymore                   | Actrice américaine.                                                                                        | 87  | (en)   |
| 23 mars  | Regine Beer                      | L'une des dernières survivantes belges de l'Holocauste.                                                    | 93  |        |
| 23 mars  | Carmelo Bossi                    | Boxeur italien, médaillé d'argent aux Jeux olympiques d'été de 1960.                                       | 75  | (it)   |
| 23 mars  | Norbert Delmulle                 | Footballeur belge.                                                                                         | 80  | (nl)   |
| 23 mars  | Jaroslav Šerých                  | Peintre et illustrateur tchèque.                                                                           | 86  | (cs)   |
| 23 mars  | Adolfo Suárez                    | Homme politique espagnol.                                                                                  | 81  |        |
| 23 mars  | François de Tricornot de Rose    | Ambassadeur français au Portugal.                                                                          | 103 |        |
| 24 mars  | Jean-François Mattéi             | Philosophe français.                                                                                       | 73  |        |
| 24 mars  | Paulo Schroeber                  | Guitariste brésilien, ancien membre du groupe Almah.                                                       | 40  | (pt)   |
| 24 mars  | David A. Trampier                | Artiste et écrivain américain.                                                                             | 59  | (en)   |
| 24 mars  | Rodney Wilkes                    | Haltérophile trinidadien, médaillé d'argent aux Jeux olympiques d'été de 1948 et de bronze à ceux de 1952. | 89  | (en)   |
| 25 mars  | Chu Teh-Chun                     | Artiste peintre sino-français.                                                                             | 93  |        |
| 25 mars  | Lode Wouters                     | Coureur cycliste belge, champion et médaillé de bronze aux Jeux olympiques d'été de 1948.                  | 84  | (nl)   |
| 26 mars  | George Bookasta                  | Acteur américain.                                                                                          | 96  | (en)   |
| 26 mars  | Jean-Claude Colliard             | Universitaire français, membre du Conseil constitutionnel (1998-2007).                                     | 68  |        |
| 26 mars  | Warren Forma                     | Cinéaste américain.                                                                                        | 90  | (en)   |
| 26 mars  | Raymond Hild                     | Footballeur et entraîneur français.                                                                        | 79  |        |
| 26 mars  | Guy Lazorthes                    | Neurologue français centenaire.                                                                            | 103 |        |
| 27 mars  | Moune de Rivel                   | Chanteuse et comédienne française.                                                                         | 96  |        |
| 27 mars  | Nevio De Zordo                   | Bobeur italien, médaillé d'argent aux Jeux olympiques d'hiver de 1972.                                     | 71  | (it)   |
| 27 mars  | Richard Nelson Frye              | Universitaire américain.                                                                                   | 94  | (en)   |
| 27 mars  | Derek Martinus                   | Réalisateur et scénariste britannique.                                                                     | 82  | (en)   |
| 27 mars  | Michel Mosser                    | Préfet et homme politique français.                                                                        | 83  |        |
| 27 mars  | Gina Pellón                      | Artiste peintre cubaine.                                                                                   | 87  | (es)   |
| 27 mars  | Joseph Rigano                    | Acteur américain.                                                                                          | 80  | (en)   |
| 27 mars  | James Schlesinger                | Homme politique américain.                                                                                 | 85  | (en)   |
| 28 mars  | Félix Adriano                    | Coureur cycliste italien.                                                                                  | 94  |        |
| 28 mars  | Jeremiah Denton                  | Militaire et homme politique américain.                                                                    | 89  | (en)   |
| 28 mars  | Lorenzo Semple Jr.               | Scénariste américain.                                                                                      | 91  | (en)   |
| 28 mars  | Thích Trí Tịnh                   | Moine bouddhiste vietnamien.                                                                               | 96  |        |
| 29 mars  | Hobart Alter                     | Surfeur américain.                                                                                         | 80  |        |
| 29 mars  | Lelio Antoniotti                 | Footballeur italien.                                                                                       | 86  | (it)   |
| 29 mars  | Michel Dinet                     | Homme politique français.                                                                                  | 65  |        |
| 29 mars  | Oldřich Škácha                   | Photographe tchèque.                                                                                       | 72  |        |
| 30 mars  | Robert Billingham                | Marin américain, médaillé d'argent aux Jeux olympiques d'été de 1988.                                      | 56  | (en)   |
| 30 mars  | Keizō Kanie                      | Acteur japonais.                                                                                           | 69  | (en)   |
| 30 mars  | Kate O'Mara                      | Actrice britannique.                                                                                       | 74  | (en)   |
| 30 mars  | Phuntsok Wangyal                 | Homme politique tibétain.                                                                                  | 91  | (en)   |
| 31 mars  | Irène Fernandez                  | Médecin malaisienne et militante des droits de l'homme.                                                    | 67  | (en)   |
| 31 mars  | Serge Gut                        | Musicologue franco-suisse.                                                                                 | 86  |        |
| 31 mars  | Frankie Knuckles                 | Disc jockey américain et compositeur de musique électronique.                                              | 59  |        |
| 31 mars  | Gérard Koch                      | Sculpteur français.                                                                                        | 88  | (en)   |
| 31 mars  | Faouzi Mahjoub                   | Journaliste français d'origine tunisienne, spécialiste du football africain.                               | 72  | ,      |
| 31 mars  | Ferdinand Masset                 | Homme politique suisse.                                                                                    | 93  |        |
| 31 mars  | Ghaith Nakkai                    | Basketteur tunisien.                                                                                       | 23  |        |
| 31 mars  | Roger Somville                   | Artiste peintre belge.                                                                                     | 90  |        |